# Orobanche hermonis
Orobanche hermonis är en snyltrotsväxtart som beskrevs av Mout.. Orobanche hermonis ingår i släktet snyltrötter, och familjen snyltrotsväxter. Inga underarter finns listade i Catalogue of Life.